# Salma bint Abdallah
La princesse Salma bint Abdallah (en arabe : سلمى بنت عبدالله), née le 26 septembre 2000 à Amman, est la deuxième fille et le troisième enfant du roi Abdallah II et de la reine Rania de Jordanie.

## Biographie
Elle est née au King Hussein Medical Center. La princesse Salma fait partie de la famille hachémite. Elle a fréquenté l'IAA (Académie internationale d'Amman) en tant qu'élève de douzième année. La princesse Salma est diplômée de l'IAA le 22 mai 2018. En novembre 2018, la princesse Salma est diplômée de l'académie royale militaire de Sandhurst. Elle est diplômée d'un court cours de mise en service et est devenue la première femme pilote de jet dans les forces armées jordaniennes en 2020,. La princesse est diplômée de l'université de Californie du Sud avec un BA en archéologie en 2023. Elle a été commissionnée dans les Forces armées jordaniennes en tant que sous-lieutenant (24 novembre 2018).
Elle est pilote de chasse dans l'aviation militaire jordanienne. Une rumeur affirme que, la nuit du 13 au 14 avril 2024, elle abat six drones iraniens envoyés vers Israël. Cette information est infirmée par la suite.